# Хорошёво (станция МЦК)
Хорошёво — остановочный пункт Малого кольца Московской железной дороги, обслуживающий маршрут городского электропоезда — Московское центральное кольцо. Открыт 10 сентября 2016 года вместе с открытием пассажирского движения электропоездов МЦК. Назван по Хорошёвскому шоссе и району Хорошёво-Мнёвники, но в действительности находится в 3 километрах к востоку от исторического Хорошёво.

## Расположение
Располагается на железнодорожном путепроводе МКЖД над Хорошёвским шоссе. При строительстве станции ранее существовавший путепровод 1950 года постройки был разобран, и на его месте сооружён новый. Станция находится на границе района Хорошёво-Мнёвники и Хорошёвского района. Выходы со станции — к Хорошёвскому шоссе и к проспекту Маршала Жукова.
К востоку от платформы находятся станции метро «Полежаевская» Таганско-Краснопресненской линии (~600 м) и «Хорошёвская» Большой кольцевой линии (~800 м), между ними и платформой МЦК организована уличная пересадка. Пассажиры метрополитена и МЦК могут пересаживаться между линиями с осуществлением билетного контроля, но без дополнительного списывания поездки в течение 90 минут с момента первого прохода, если пассажир сохранил и при пересадке приложил билет, использованный им ранее для входа.
Платформа является частью одноимённого транспортно-пересадочного узла, в состав которого вошли также станции метро «Полежаевская» Таганско-Краснопресненской линии и «Хорошёвская» Большой кольцевой линии.

## Пассажиропоток
Из 31 станции МЦК Хорошёво занимает 15-е место по популярности. В 2017 году средний пассажиропоток по входу и выходу составил 18 тыс. чел. в день и 551 тыс. чел. в месяц. Согласно проекту, пассажиропоток должен был составить около 4,1 тысячи человек в час-пик.

## Наземный общественный транспорт
На этой станции можно пересесть на следующие маршруты городского пассажирского транспорта:
- Автобусы: м35, 48, 155, 294, 322, с339, 345, 390, 391, 403, 597, 800, т21, т65, т86, н14